# Strahlaufhärtung

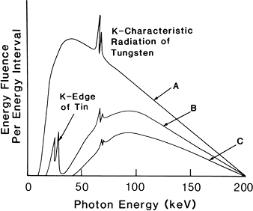
Röntgenspektren vor (A) und nach dem Durchdringen einer Zinnplatte (B) und einer zusätzlichen Kupferplatte (C)

Strahlaufhärtung ist eine Veränderung von Röntgenstrahlung beim Durchdringen von Materie. Mit zunehmender Durchdringungstiefe erhöht sich die durchschnittliche Energie („Härte“) der Röntgenquanten (Photonen), weil die härteren Photonen weniger stark gestreut werden. Dies ist gleichbedeutend mit einer schwerpunktmäßigen Verschiebung des Spektrums hin zu höheren Energien. Bei der Computertomographie (CT) tritt die Aufhärtung als störender Effekt auf, der zu sogenannten Aufhärtungsartefakten führen kann. Mit Hilfe mathematischer Methoden wird versucht, diese Artefakte weitestgehend zu korrigieren.

## Computertomographie

Bildstörung in der Computertomographie zwischen zwei künstlichen Hüftgelenken durch Strahlaufhärtung

In der Computertomographie (CT) wird aus den Bildinformationen von Röntgendurchleuchtungen ein dreidimensionales Abbild errechnet. Dieses enthält im Gegensatz zu einer einfachen Durchleuchtung Tiefeninformation und wird typischerweise als Folge von Schnitten dargestellt. Die Bildgebung beruht darauf, dass die Röntgenphotonen an den Elektronen gestreut (Compton-Streuung) oder absorbiert (Photoeffekt) werden. Bei Materie mit einer höheren Elektronendichte werden demnach mehr Photonen aus der Strahlrichtung weggestreut. Knochen, mit relativ hoher Elektronendichte, erscheinen darum bei einer Röntgenaufnahme hell, da der Röntgenfilm mit weniger Photonen belichtet wird. 
Die Röntgenröhren, die in der Computertomographie verwendet werden, arbeiten mit typischen Beschleunigerspannungen zwischen 80 und 140 kV. Die dabei emittierte Röntgenstrahlung weist ein breites Energiespektrum auf. Durch die Strahlaufhärtung ist dieses Spektrum nun nach Durchdringen des Objekts (Patienten) zu höheren Energien hin verschoben. Die Strahlaufhärtung ist dabei umso stärker, je länger der Weg durch das Objekt ist oder je höher die Elektronendichte der einzelnen Schichten ist. Die heute in der CT verwendeten Detektoren sind nicht energieauflösend, d. h., sie unterscheiden nicht zwischen Photonen unterschiedlicher Energie. Die einzelnen Detektorelemente messen stattdessen nur die in ihnen deponierte Gesamtenergie, was einer Mittelung über die Photonenenergien entspricht. Durch diese Mittelung geht ein Teil der Informationen verloren, was letztlich die Ursache für die Aufhärtungsartefakte darstellt. Unkorrigierte CT-Bilder weisen einen typischen Verlauf auf, bei dem die Grauwerte zum Zentrum (Rotationsachse des CT) hin dunkler werden.
Sieht man CT-Bilder vom Menschen, ist es schwierig zu entscheiden, was echt ist und was ein durch Strahlaufhärtung erzeugter Artefakt. Eine Möglichkeit, das zu differenzieren, besteht in der Verwendung eines Phantoms. Es handelt sich um menschliche Knochen, aber die Weichteile sind durch Wasser ersetzt. Das Phantom erlaubt es, die vom Knochen verursachten Verfälschungen der CT-Werte in den benachbarten Weichteilgeweben quantitativ abzuschätzen. Sie sollten idealerweise 0 Hounsfield-Einheiten betragen. Durch den Aufhärtungseffekt entstehen in dem die Weichteile simulierenden Wasserbad teils hypodense, teils hyperdense Artefakte.